# Bruce Nunatak
Bruce Nunatak är en nunatak i Antarktis. Den ligger i Västantarktis. Argentina, Chile och Storbritannien gör anspråk på området. Toppen på Bruce Nunatak är 258 meter över havet, eller 242 meter över den omgivande terrängen. Bredden vid basen är 3,3 km.
Terrängen runt Bruce Nunatak är huvudsakligen platt, men den allra närmaste omgivningen är kuperad. Trakten är obefolkad. Det finns inga samhällen i närheten.